# Оскар Фігероа
Оскар Фігероа (ісп. Oscar Figueroa, 27 квітня 1983) — колумбійський важкоатлет, олімпійський чемпіон та медаліст.

## Виступи на Олімпіадах
| Олімпіада   | Вагова категоря | Місце  |
| ----------- | --------------- | ------ |
| Афіни 2004  | до 54 кг        | 5      |
| Пекін 2008  | до 57 кг        | участь |
| Лондон 2012 | до 62 кг        | 2      |
| Ріо 2016    | до 62 кг        | 1      |